# Holsljunga kyrka
Holsljunga kyrka är en kyrkobyggnad i kyrkbyn Holsljunga i Svenljunga kommun. Den tillhör sedan 2014 Mjöbäck-Holsljunga församling (tidigare Holsljunga församling) i Göteborgs stift.

## Historia
Tidigare har det funnits en medeltida kyrka. Den närmast föregående var byggd 1732 och ombyggd 1804, men arbetet var dåligt utfört och en nybyggnad aktualiserades efter några decennier. Prästen och väckelsepredikanten Jacob Otto Hoof bodde och verkade i närheten. Han var komminister i Svenljunga, men bodde i Floghult i Holsljunga. Han ligger begravd på kyrkogården.

## Kyrkobyggnad
Dagens kyrka, som är byggd av murarmästaren Johan Wennberg från Sandhults socken 1834 och invigdes 1835, är byggd i nyklassicistisk stil. Den har restaurerats åren 1865, 1892, 1932, 1966 och 1995. Textilkonstnären Elisabet Brenner, då boende i Holsljunga, svarade för färgsättningen vid den senaste renoveringen.

## Inventarier

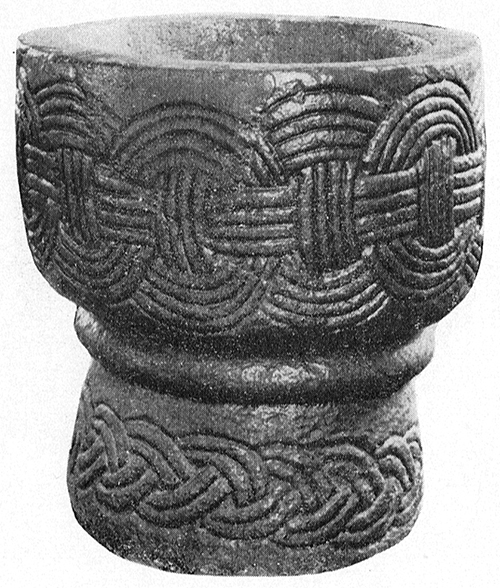
Dopfunten

- Dopfunt av sandsten tillverkad under senare delen av 1100-talet eller början av 1200-talet i en del. Höjd: 66 cm. Den tillhör en grupp funtar i södra Västergötland med förenklade ringkedjor. Cuppan är rundad och avslutas nedtill av en kraftig vulst och rundad fot med skrånande undersida. Cuppans liv har ringkedjor och foten flätornament. Centralt uttömningshål. Omfattande skador.[1]
- Predikstol tillverkad 1834 av Johannes Andersson i Mjöbäck, som avviker från hans andra verk genom att korg och tak är rektangulära och framsidan välvd. Man tror att möjligen delar av en äldre predikstol från 1810 kan ingå.
- Vid 1932 års restaurering målade konstnären Einar Forseth en ny altartavla. Den gamla altartavlan hängdes upp på södra långväggen.
- De två äldsta ljuskronorna är från kyrkans byggnad 1834

### Klockor
- Storklockan göts 1787 och omgöts 1872. Den har inskriptionen: Besök Guds helgedom, lev tålig, vis och from Samt tänk på död och dom!.
- Lillklockan är även den gjuten 1787 och har en inskription som börjar: O, store Gud, låt detta ljud mång tusen, tusen samla...

### Orglar
- Kyrkan första orgel var byggd 1826 av Mårten Bernhard Söderling. Den överflyttades från den gamla till den nya kyrkan.
- 1902 tillkom en ny orgel byggd av Salomon Molander.
- 1977 installerades dagens orgelverk byggt av Tostareds Kyrkorgelfabrik bakom Söderlings ljudande fasad från 1826. Instrumentet har sexton stämmor fördelade på två manualer och pedal.[2]

## Bildgalleri

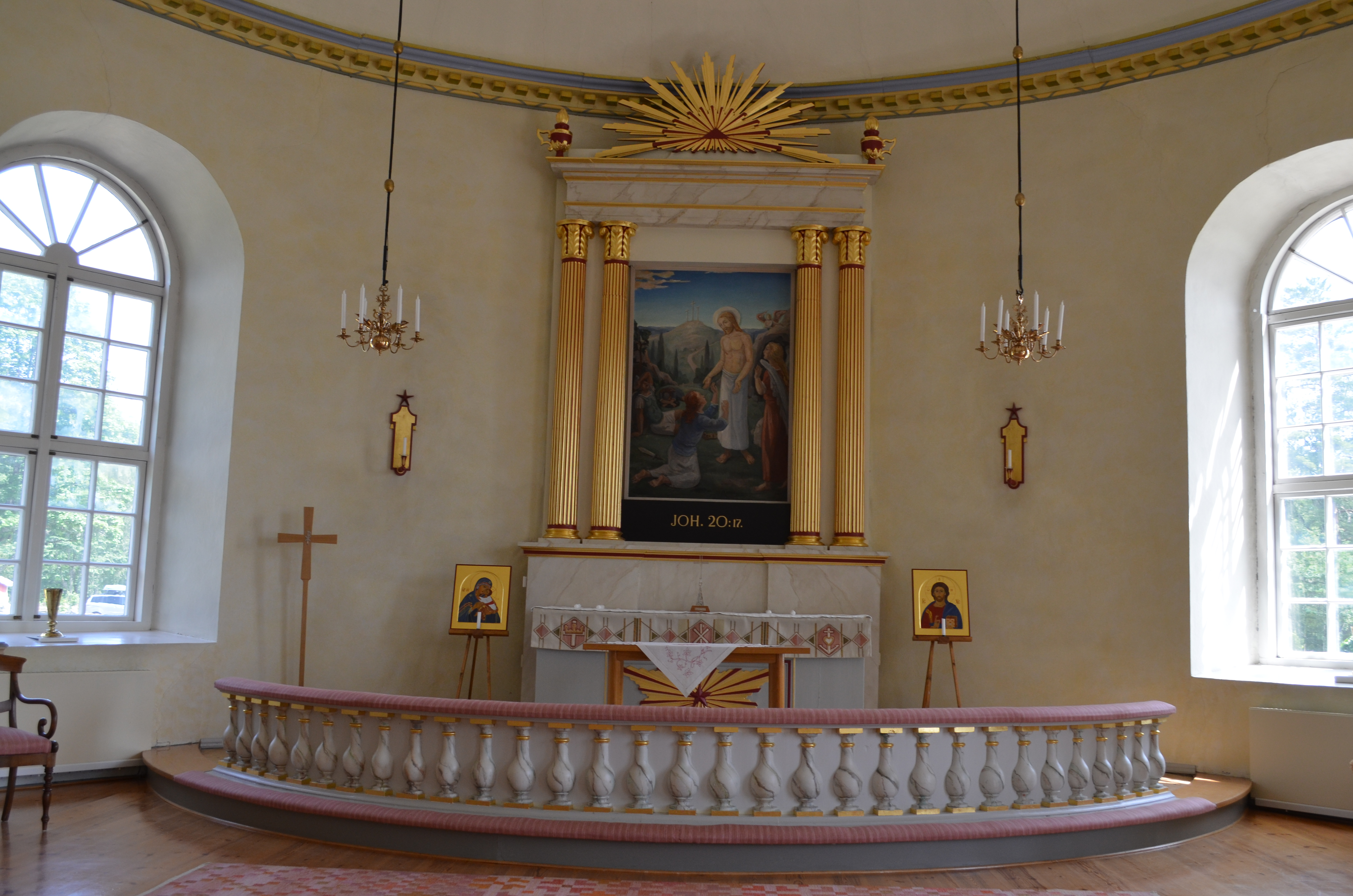
Holsljunga kyrkas altare
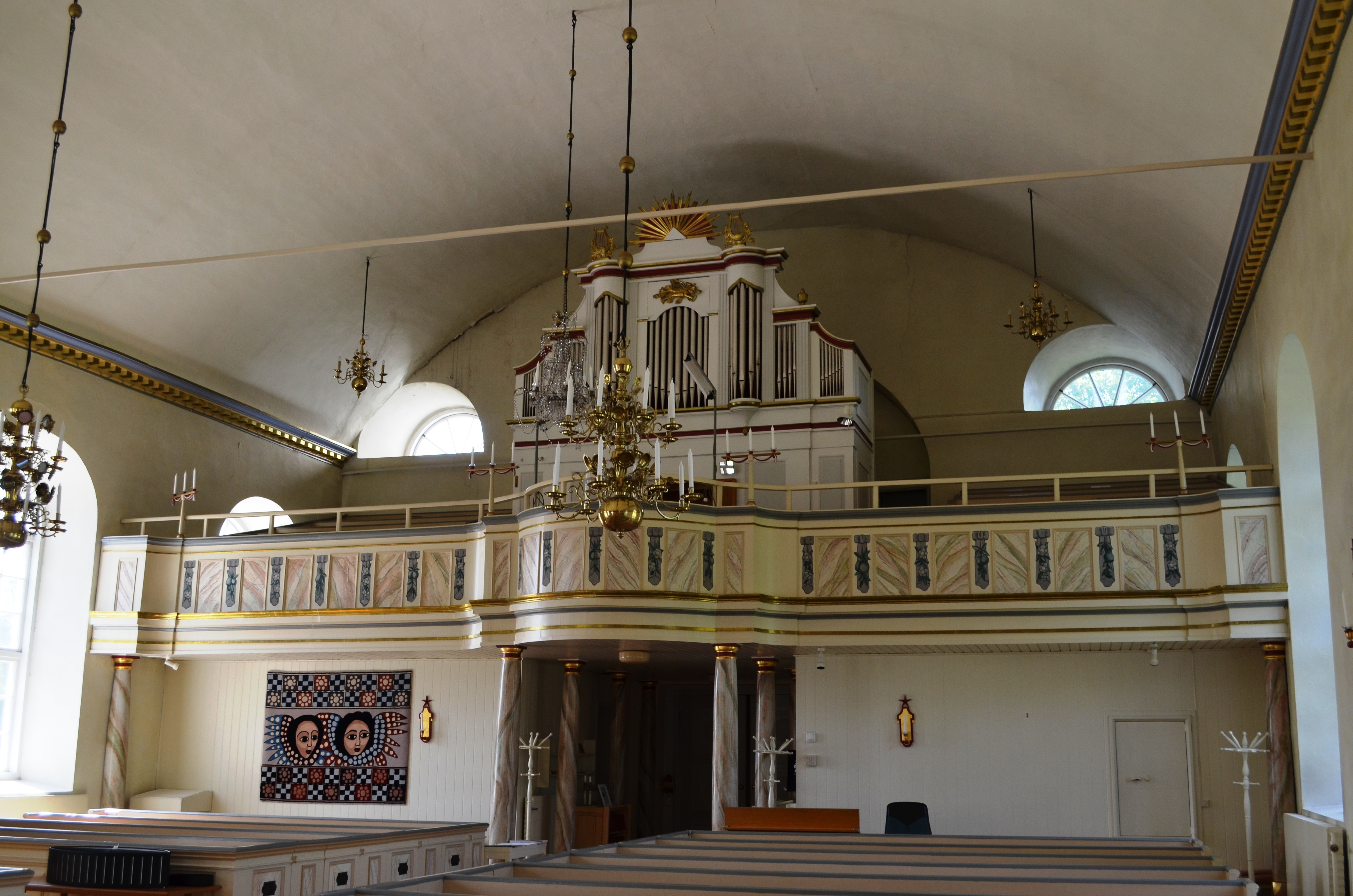
Holsljunga kyrkas kyrkorgel
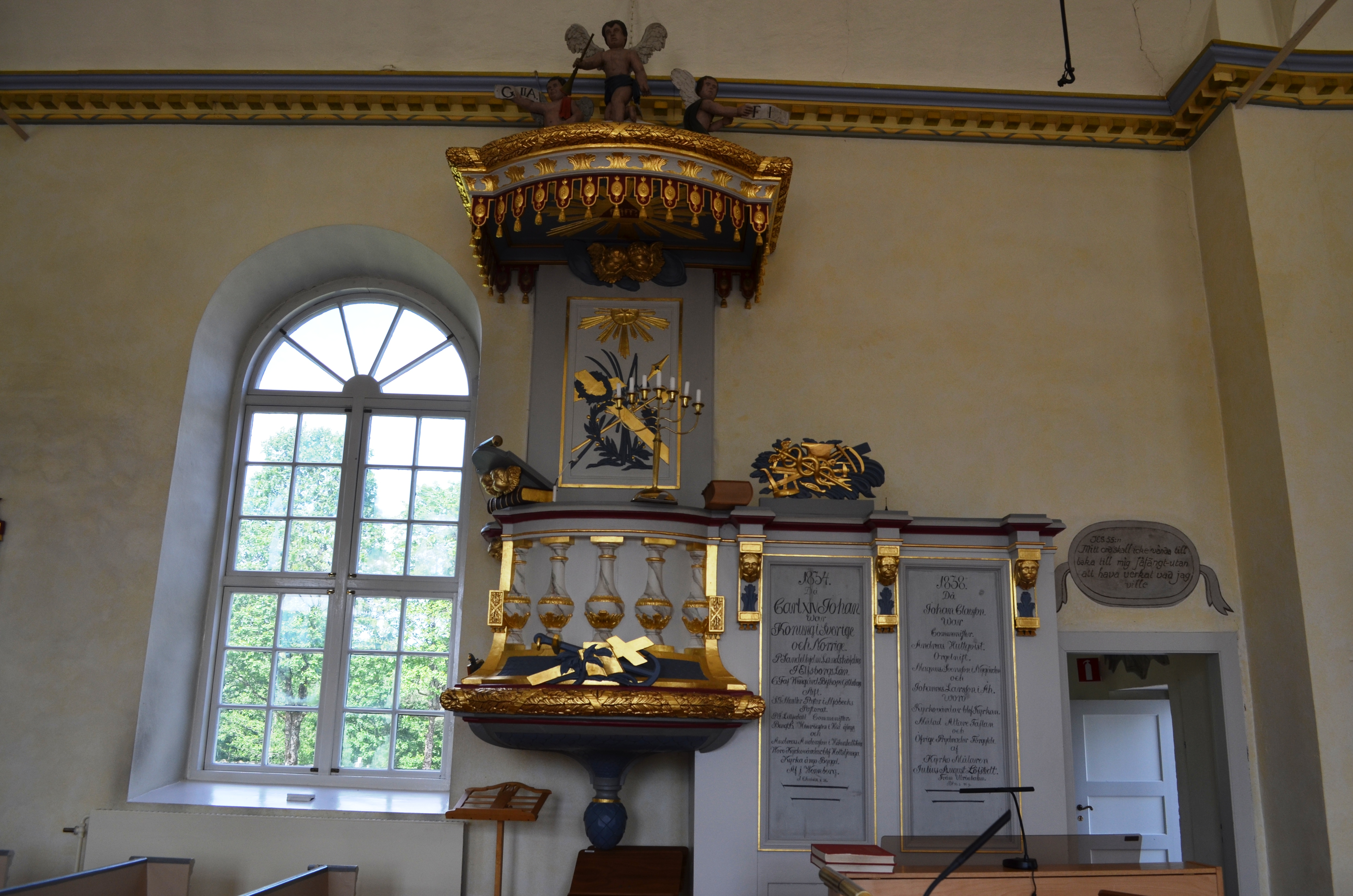
Holsljunga kyrkas predikstol
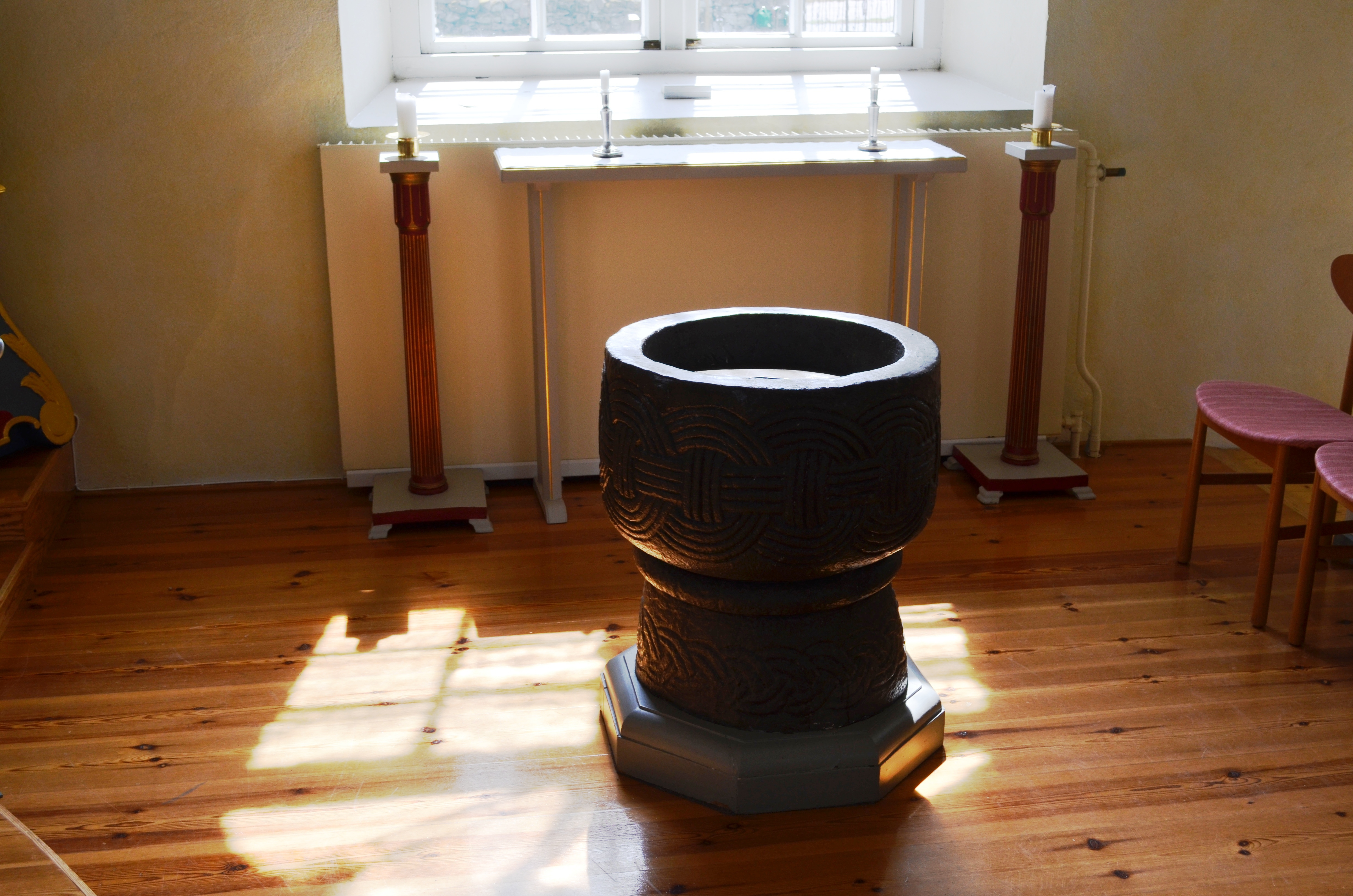
Holsljunga kyrkas dopfunt